# Fleet Satellite Communications System

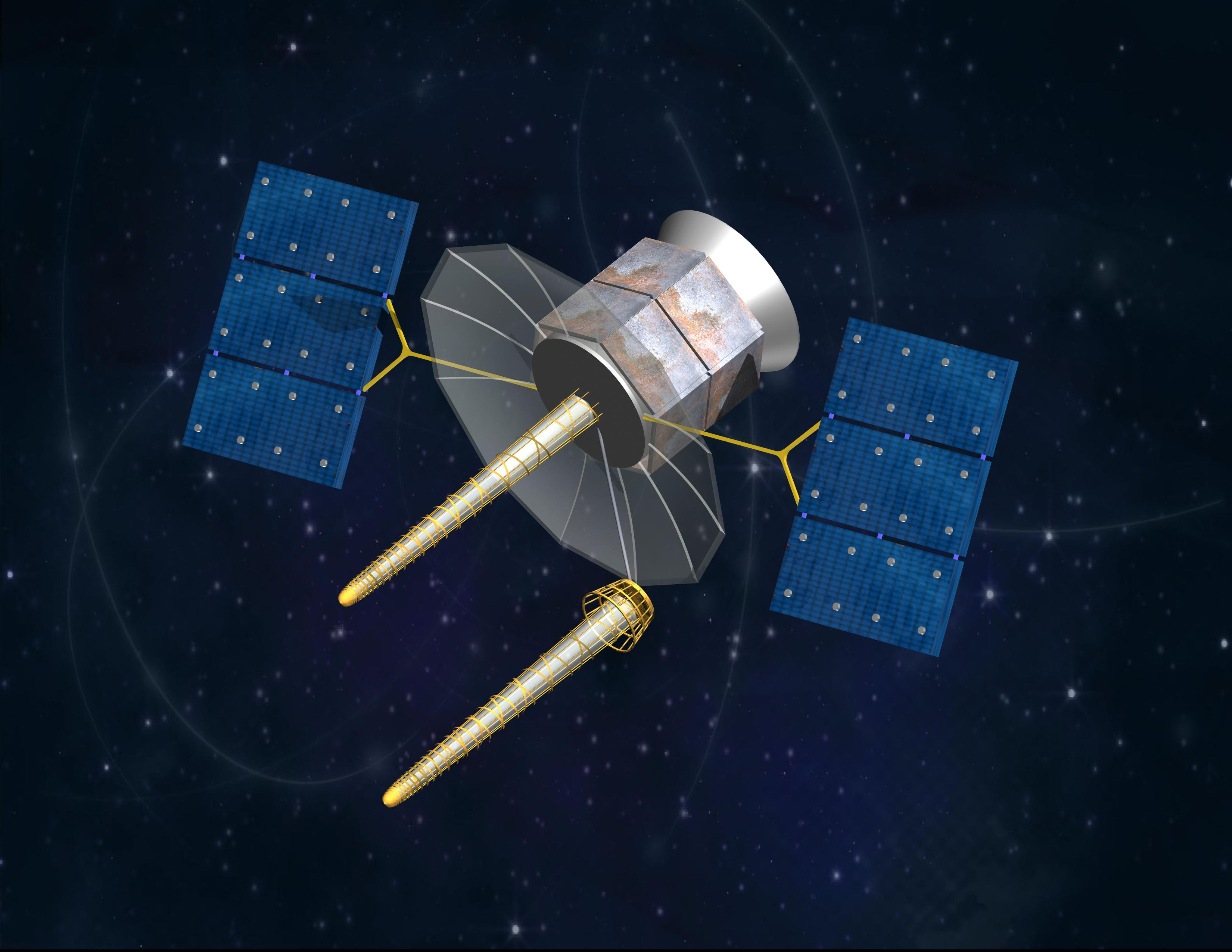
Un satellite FLTSATCOM en orbite (vue d'artiste).

Fleet Satellite Communications System ou FLTSATCOM (également FLTSAT) est une famille de satellites de télécommunications géostationnaires militaires mis en service par la Marine de guerre américaine en 1981 pour assurer les liaisons entre les navires, les sous-marins, les avions et les stations terrestres. Ces satellites ont été remplacés par la suite par la série des UHF Follow-On System.

## Historique
La division espace et défense société TRW lance le développement des satellites FLTSATCOM en 1972. 

## Caractéristiques techniques
Les satellites FLTSATCOM sont conçus pour opérer en orbite géostationnaire et sont stabilisés 3 axes. Chaque satellite comprend une plateforme composée de trois structures hexagonales juxtaposées (diamètre de 2,5 mètres pour une hauteur de 1,3 mètre) sur laquelle sont fixées les antennes et deux ensembles de panneaux solaires orientables. Les panneaux solaires qui fournissent 1,4 kW une fois déployés en orbite portent l'envergure du satellite à 13,2 mètres. Celui-ci dispose d'un système de propulsion à ergols liquides brulant de l'hydrazine. Le satellite embarque 120 kg d'hydrazine pour maintenir sa position en orbite et son orientation. La charge utile est composée de 12 transpondeurs dont la liaison montante est en bande UHF/SHF et la liaison descendante est en UHF. Le système de réception comprend une antenne parabolique de 4,9 mètres de diamètre. Un mat long de 2 mètres et décalé par rapport à l'axe du satellite supporte l'antenne hélicoïdale émettrice. Les satellites ont une durée de vie prévisionnelle de 5 ans. Les trois derniers satellites constituent une version évoluée (bloc 2) comprenant un transpondeur EHF expérimental (20 watts). La masse du satellite passe de 1 884  à   2 310 kg. 

## Liste des satellites
| Satellite   | Bloc   | Date de lancement | Lanceur                     | Identifiant COSPAR | Résultat                                          |
| ----------- | ------ | ----------------- | --------------------------- | ------------------ | ------------------------------------------------- |
| FLTSATCOM 1 | bloc 1 | 9 février 1978    | Atlas SLV3-D / Centaur-D1AR |                    | Succès                                            |
| FLTSATCOM 2 | bloc 1 | 4 mai 1979        | Atlas SLV3-D / Centaur-D1AR |                    | Succès                                            |
| FLTSATCOM 2 | bloc 1 | 17 janvier 1980   | Atlas SLV3-D / Centaur-D1AR |                    | Succès                                            |
| FLTSATCOM 2 | bloc 1 | 31 octobre 1980   | Atlas SLV3-D / Centaur-D1AR |                    | Succès                                            |
| FLTSATCOM 5 | bloc 1 | 6 aout 1981       | Atlas SLV3-D / Centaur-D1AR |                    | Satellite endommagé au lancement non opérationnel |
| FLTSATCOM 6 | bloc 2 | 26 mars 1987      | Atlas-G / Centaur-D1AR      |                    | Échec du lancement                                |
| FLTSATCOM 7 | bloc 2 | 5 décembre 1986   | Atlas-G / Centaur-D1AR      |                    | Succès                                            |
| FLTSATCOM 8 | bloc 2 | 25 septembre 1989 | Atlas-G / Centaur-D1AR      |                    | Succès                                            |